# Oskar Roehler
Oskar Roehler (Starnberg, Alemanha Ocidental, 21 de janeiro de 1959) é um cineasta alemão. 

## Filmografia
- 1995: Gentleman
- 1997: Silvester Countdown
- 1999: Gierig
- 2000: Die Unberührbare
- 2001: Suck My Dick
- 2002: Fahr zur Hölle, Schwester!
- 2003: Der alte Affe Angst
- 2004: Agnes und seine Brüder
- 2006: Elementarteilchen
- 2009: Lulu & Jimi
- 2010: Jud Süß – Film ohne Gewissen